# Ariel Atkins
Ariel Atkins (Dallas, 30 de julho de 1996) é uma jogadora estadunidense de basquete profissional que atualmente joga pelo Washington Mystics da Women's National Basketball Association.
Ela conquistou a medalha de ouro nos Jogos Olímpicos de Verão de 2020 com a seleção dos Estados Unidos.